# Girolamo Ghilini
Girolamo Ghilini (1589-1670) fue un historiador de Italia, poeta, clérigo, protonotario apostólico, teólogo de la capitular de San Ambrosio de Milán,   y miembro de la Accademia degli Incogniti de Venecia.

## Biografía
Girolamo fue un historiador nacido  en Monza, en el Milanés, de la misma familia que Juan Ghilini, del siglo XV, secretario de los duques Juan Galeaz y Ludovico Sforza, dejando escrita "Expeditio italica anno 1497 a Maximiliano I suscepta" insertada en el tomo III de "Scriptores rerum Germanicarum aliquot insignes", 1611, 5 vols., del jurisconsulto y diplomático Marquard Freher( 1565-1614), y su hijo Camilo Ghilini (1490-1535), secretario de Estado y utilizado por el duque Francisco II en diferentes negociaciones, y dejó escrito "Tellinae vallis ac Larii lacus particularis descriptio", Hanau, 1611.
Girolamo hizo sus primeros estudios en los jesuitas y después fue estudiar derecho a Padua, pero una enfermedad le obliga a interrumpir su curso y más tarde la muerte de su padre le causa una gran aflicción y aconsejado por sus parientes decide casarse; pero la pérdida ahora de su esposa hace que abrace  el estado eclesiástico, reprendiendo los estudios de derecho canónico y doctorándose.
Girolamo, tiempo después ocupa la abadía de San Santiago de Cantalupo en el Reino de Nápoles, y es honorado con el título de protonotario apostólico. De Monti, arzobispo de Milán, le nombra teólogo de San Ambrosio, estando solo ocinco años ya que los bienes herederados de su mujer le obligan a fijar residencia en Alessandria, y dejó varias obras escritas, de teatro, de Alessandria, sonetos y una recopilación latina.

## Obras
- Practicabiles casum coscientiæ resolutiones, 1636.
- Teatro d'uomini letterati, Venecia, 1647, in-4º.
- Annali di Alessandria e del territorio circonvicino, Milán, 1666, in-fol.
- Sonnets
- Tempio di litterati..... (manuscrito que se hallaba en la biblioteca de J. Bolla a Alessandria)